# Matthew Tuck
Matt Tuck nascut com a Matthew James Tuck el 20 de gener de 1980, a Bridgend, sud de Gal·les, és el cantant de la banda de metalcore melòdic Bullet For My Valentine. Toca la guitarra rítmica, també la bateria, el teclat, i l'harmònica. Abans d'unir-se a Bullet For My Valentine, treballava en Virgin Megastore. Realitzà una col·laboració amb Max Cavalera, líder de Soulfly, en la cançó de Apocalyptica, "Repressed".
Matt Tuck actualment usa Guitarres Jackson Randy Rhoads. Usa una Jackson Randy Rhoads RRT1 invertida, blanca, amb vores negres. I també una estàndard negra. Per a les perfomances en viu, usa una Taula boogie, Peavey Fender.

## Influències
La seua major influència és Metallica, a qui descobrí als 12 anys gràcies a MTV, el riff d'"Enter Sandman" li va inspirar a convertir-se en guitarrista. Entre altres grups, també cita a Megadeth, Slayer, Testament, Black Sabbath, Judas Priest, Iron Maiden, Pantera, Machine Head i Mötley Crüe.

## Problemes de gola
Al novembre del 2006, durant la gira amb As I Lay Dying i Protest the hero, Matt va patir de laringitis, que va donar lloc a una sèrie de cancel·lacions, fins a principis de gener 2007. Actualment es troba recuperant-se.
El 22 de juny del 2007, es va anunciar que ell necessitava una amigdalectomia, pel que hagué de cancel·lar tots els seus concerts, inclosa la gira com banda suport de Metallica.